# Teschemacher Hof

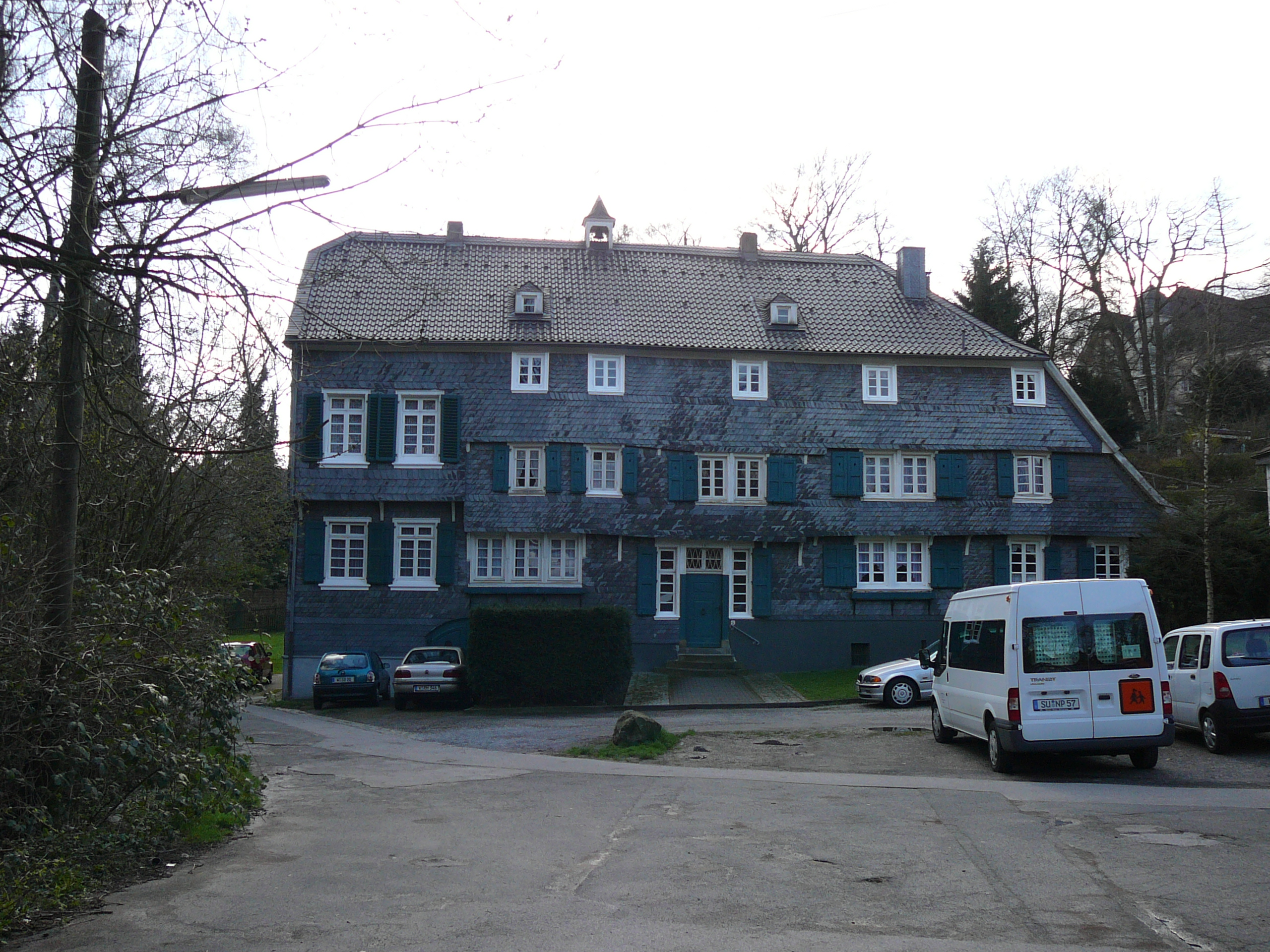
Ostflügel mit Eingangstür

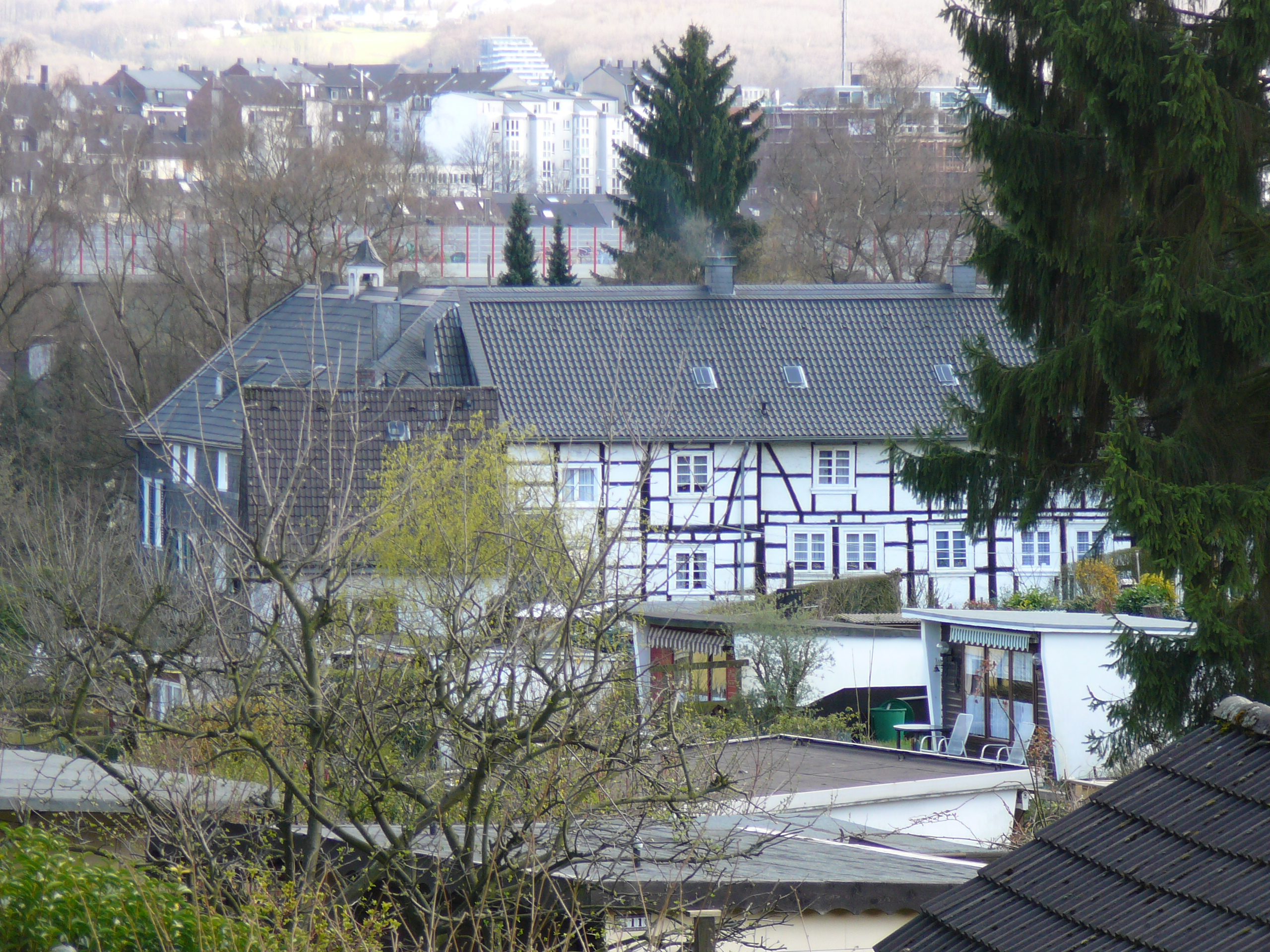
Fachwerkfassade von Norden

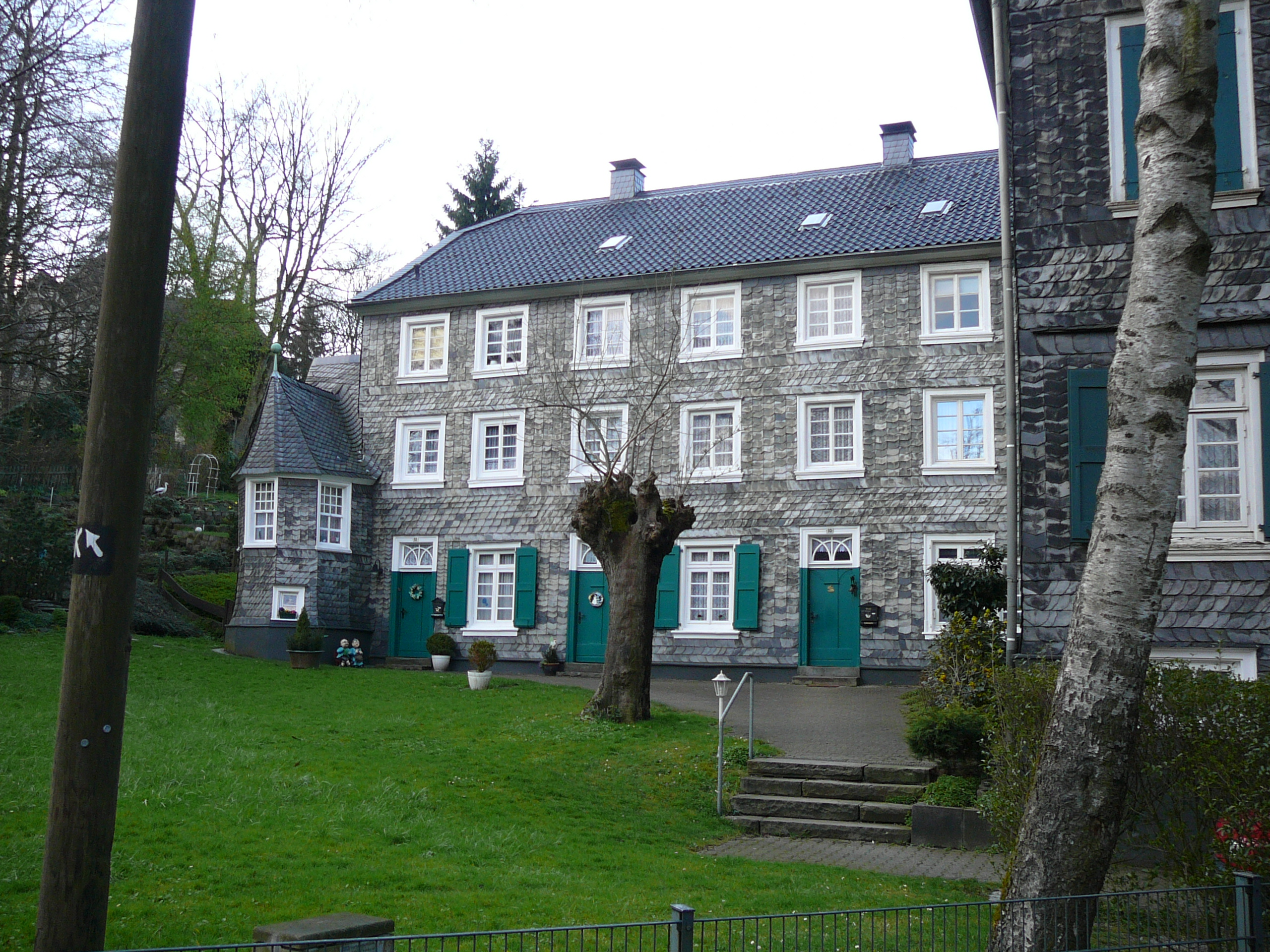
Westflügel, Südseite

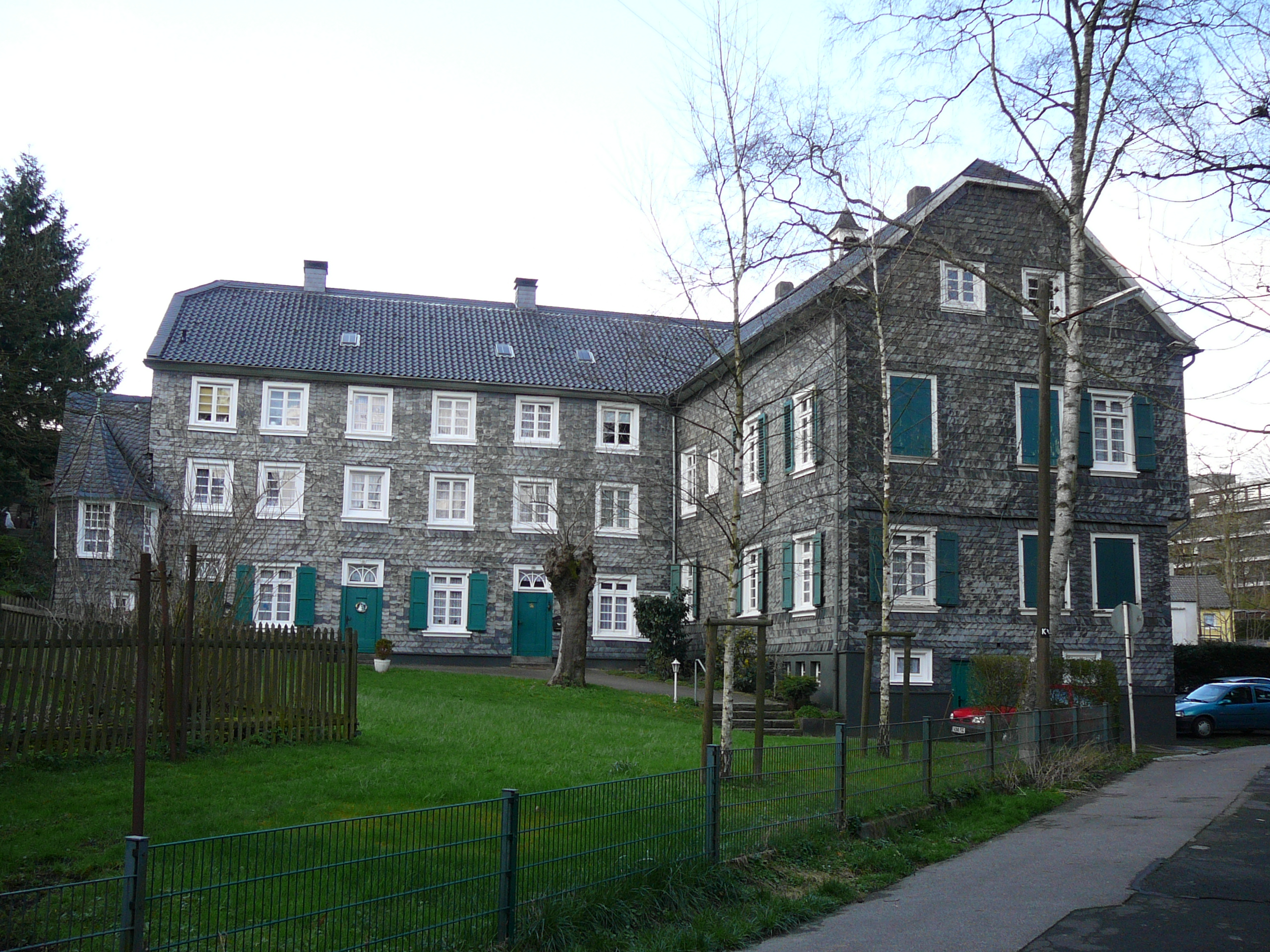
Blick von Süden

Der Teschemacher Hof (auch Haus Teschemacher und Teschemachers Mirke) ist ein unter Denkmalschutz stehendes ehemaliges Gutshaus im Wuppertaler Stadtbezirk Uellendahl-Katernberg.

## Beschreibung
Das Gebäude ist der erhaltene Teil einer um 1630 erbauten Hofanlage mit dem Namen „Teschemacher Hof“. Es liegt an einer Nebenstraße der Uellendahler Straße mit dem Namen In der Mirke. Der Gebäudekomplex besteht aus zwei Gebäudeflügeln, die im rechten Winkel aneinander gebaut sind. Die beiden dreigeschossigen Gebäudeflügel sind in Fachwerkbauweise erstellt worden, die nur an der nördlichen Fassadenseite unverdeckt geblieben ist, die übrigen Seiten sind verschiefert. Der nordöstliche Flügel ist vermutlich der ältere Gebäudeteil, er weist in der Konstruktion Merkmale von Renaissancebauten auf. Das Dach mit einem halben Giebel zeigt die Form eines Schopfwalmdachs und geht in eine dreigeschossige Fassade über. Die einzelnen Geschosse kragen dort über gekehlte Knaggen aus. Am südwestlichen Flügel liegt ein erkerartiger Anbau, der Assoziationen an eine Kapelle weckt. Beide Gebäudeteile haben Dächer in Form eines Satteldachs, mit kleinen Schopfwalmungen an den Giebelseiten. Als Dachreiter befindet sich auf dem südwestlichen Dach ein kleiner Glockenturm. Jahrhundertelang läutete das Glöckchen das neue Jahr ein – heute ist es verstummt.

## Geschichte
Das Gebäude ist nicht nur einer der ältesten Fachwerkbauten Elberfelds, sondern auch als Wirkungsstätte des Orgelbauers Jacob Engelbert Teschemacher für die Geschichte Elberfelds von Bedeutung. Außerdem gingen aus der Familie Teschemacher im 17. und 18. Jahrhundert 13 Elberfelder Bürgermeister hervor.
Es geht auf das Hofeshaus „Obersten Mirke“ zurück, eines von drei Hofeshäusern an der „Mirke“. Das Hofeshaus „Obersten Mirke“ war 1543 in Besitz von Peter in der Mirke. Die Hofeshäuser „Mittlere Mirke“, „Unterste Mirke“ und „Obersten Mirke“ wurden bis ins 17. Jahrhundert noch erwähnt, danach nicht mehr.
Bis 1911 war das Haus im Besitz der Familie Teschemacher, dann wurde es durch die Stadt Elberfeld erworben. Das „Freibad Mirke“, das sich heute noch in der Nähe des Hauses befindet, geht auf eine Anlage der Familie Teschemacher zurück.
Von 1974 bis 1977 wurde das Gutshaus aufwändig unter Berücksichtigung des damaligen Denkmalschutzes als eines der ersten Objekte restauriert. Die Arbeiten umfassten die Außenfassade und die Restaurierung der Eingangsdielen. Am 21. August 1986 wurde das ursprüngliche Gutshaus als seltenes Beispiel für die frühe bergische Fachwerkbauweise unter Baudenkmalschutz gestellt.

## Details

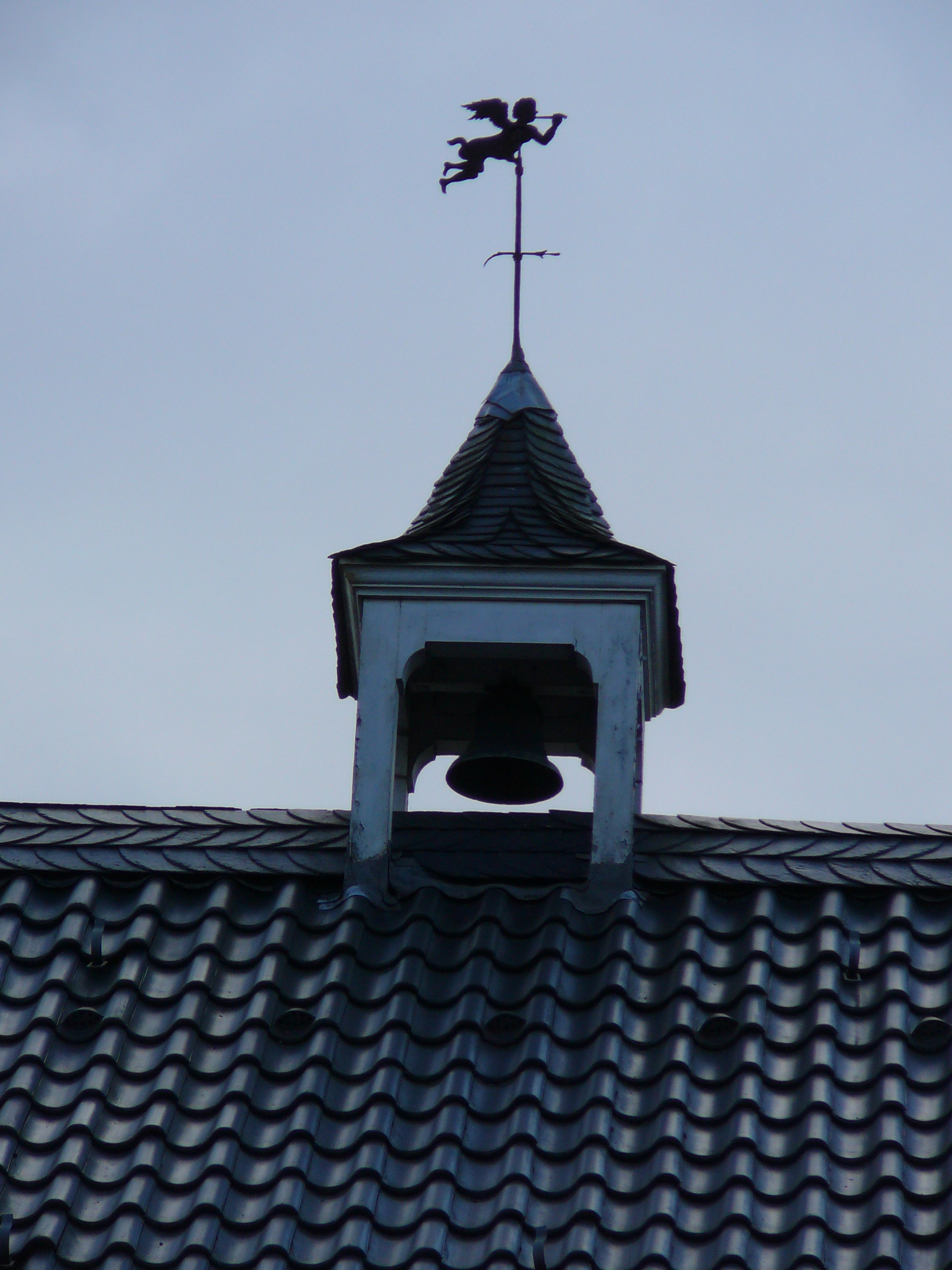
Die Glocke auf dem Dach
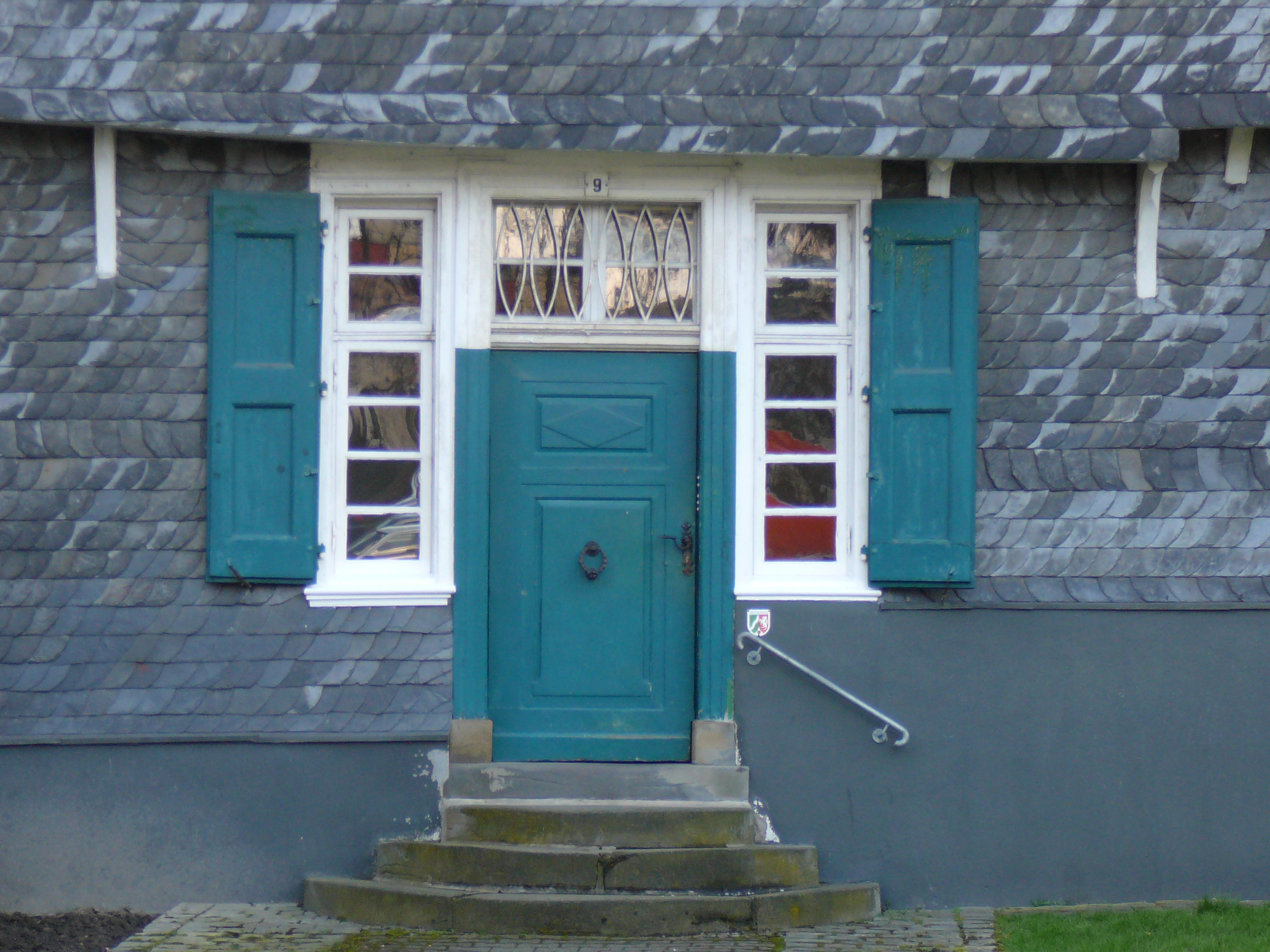
Die Eingangstüre auf der östlichen Seite
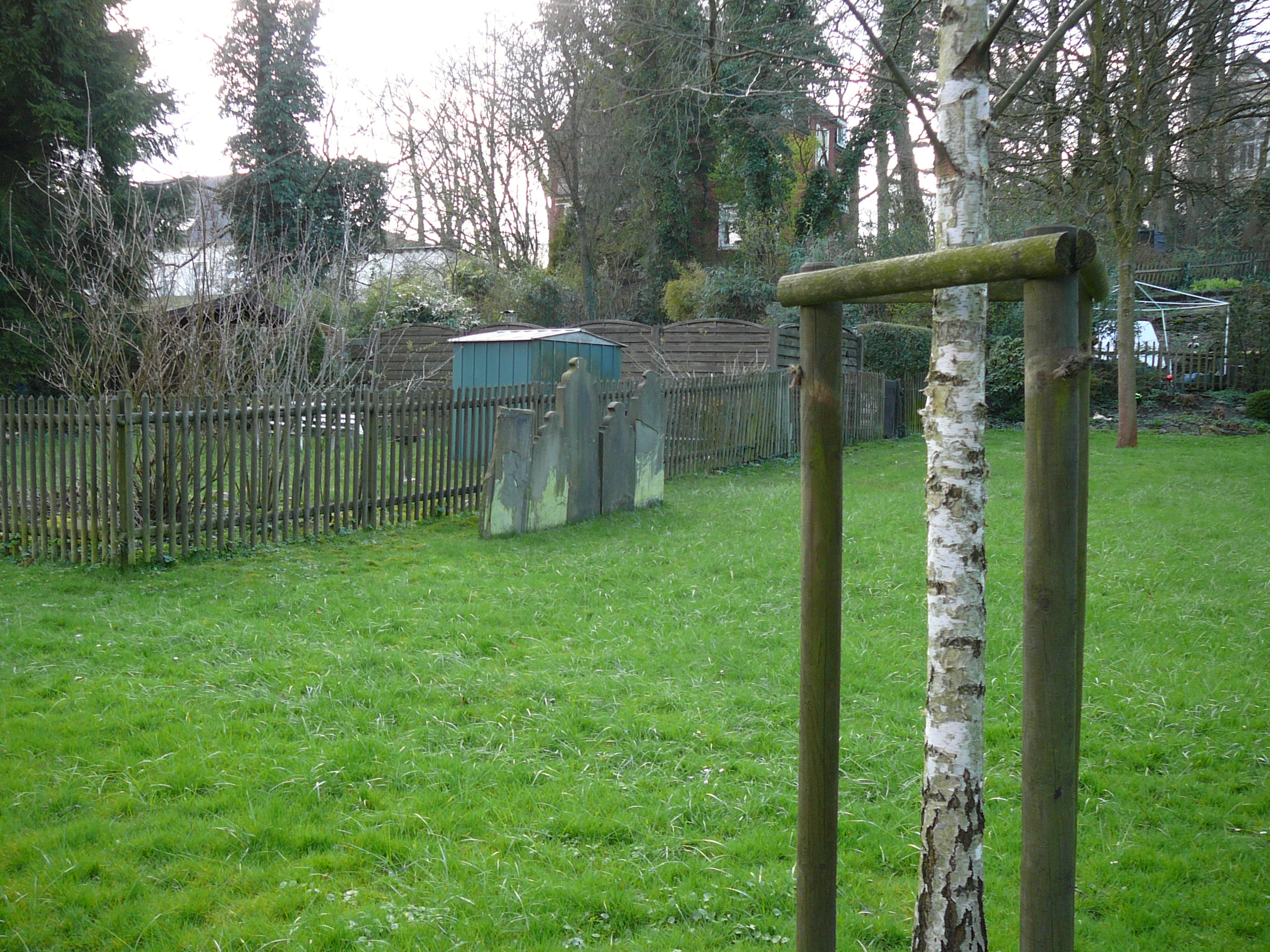
Grabsteine, südlich des Hauses